# Helena Modjeska
Helena Modjeska, nata Jadwiga Benda (Cracovia, 12 ottobre 1840 – Newport Beach, 8 aprile 1909), è stata un'attrice polacca specializzata in ruoli shakespeariani e tragici, conosciuta in Polonia come Helena Modrzejewska.
Suo figlio Ralph Modjeski (1861-1940), fu un noto ingegnere e progettista di ponti negli Stati Uniti.

## Biografia
Nacque nel 1840 a Cracovia quando la città formava con il suo territorio la Repubblica di Cracovia (o Città Libera di Cracovia), una città-stato creata nel 1815 dal Congresso di Vienna.

## Carriera
Nella sua impressionante carriera l'attrice ha recitato vari personaggi di opere drammatiche come Amleto, Romeo e Giulietta e il mercante di Venezia. 

### Opere
- Vaudeville Vari
- Mazepa ruolo: Amelia e Maria Stuart personaggio omonimo di J. Słowacki
- Maria Stuart personaggio omonimo F. Schiller
- Hernan ruolo: Doña Sol Angelo Tyran de Padoue ruolo: Tisbe di Hugo
- Bei Wasser und Brot
- The Merchant of Venice ruolo: Portia di W.Sakespire
- Much Ado About Nothing ruolo: Hero di W.Sakespire
- Hamlet ruolo: Ophelia di W.Sakespire
- Romeo and Juliet ruolo: Juliet di W.Sakespire
- Richard III ruolo: Ann di W.Sakespire
- Antony and Cleopatra ruolo: Cleopatra di W.Sakespire
- Don Carlos ruolo: principessa di Eboli
- Die Räuber ruolo: Amalia
- Wilhelm Tell ruolo: Berta di Schiller
- Un Caprice ruolo: signora de Léry di Musset
- Egmont ruolo: Klara di Goethe
- Le Roi s' Pamuse ruolo: Blanche di V. Hugo
- Adrienne Lecouvreur ruolo omonimo
- Frou-frou” ruolo: Gilberte di Meilhac e Halévy
- Princesse George di A. Dumas (figlio), ruolo: Séverine
- Le Sphinx di O. Feuillet, ruolo: Blanche de Chelles
- Madame Émile de Girardin ruolo: Lady Tartuffe
- Odette ruolo omonimo di Sardou
- Dame aux camélia di A.Dumas (figlio)
- Het dukkehjem (Casa di bambola) ruolo: Nora di Ibsen
- Warszawianka (La Varsaviana) di S. Wyspianski